# ネバーランドカンパニー
株式会社ネバーランドカンパニー（英: Neverland Company Inc.）は、かつて存在したコンピュータゲームの企画・開発を手がけていた日本の企業。

## 概要
日本テレネットの開発チームの一つであるウルフ・チームから独立したメンバーにより設立され、家庭用据置型、及び携帯型ゲーム機向けのゲームソフト（主にコンピュータRPG）の開発に携わっていた。代表作は『エストポリス伝記シリーズ』や『「ルーンファクトリーシリーズ』など。
エストポリス伝記シリーズを手がけた塩生康範、エナジーブレイカーなどを手がけた中島享生、ルーンファクトリーシリーズなどを手がけた森田朋子などが在籍していた。
近年は自社開発ゲームの売り上げが低迷していたことなどから2011年からはソーシャルゲームにも進出し、iOSやiPhone対応を主軸としたモバイルゲームの開発も行っていた。しかし、スマートフォンの台頭やソーシャルゲームの競争激化などによるゲームの売上不振などで経営や資金繰りが悪化したため2013年7月にサービスを終了し、同年11月29日に事業停止を発表。2014年1月22日に東京地方裁判所から破産手続開始決定を受けた。コンシューマーゲームとしての最後の開発作品は2012年7月に発売された『ルーンファクトリー4』であった。

## 解散後
代表を務める高田誠は、以前から自社の買収をgumiに打診していた。ネバーランドカンパニーの営業停止と前後し、2013年11月にgumiは開発子会社のFenrisを設立。高田と2Dゲームの開発を担当していたスタッフはFenrisへと移り、営業停止から間を空けずスマートフォン用ゲームの開発を開始した。
開発スタッフはFenrisのほか、発売元のマーベラスやスタジオカリーブ（杉山圭一代表）などにも移籍しており、後にルーンファクトリーシリーズの開発スタッフが再集結して『禁忌のマグナ』を開発している。
なお高田らFenrisメンバーはその後gumiグループを離れ、新たにLive Wireを設立している。

## 開発作品
- エストポリス伝記（スーパーファミコン、発売元：タイトー）
- エストポリス伝記II（スーパーファミコン、発売元：タイトー）
- カオスシード〜風水回廊記〜（スーパーファミコン、発売元：タイトー）
- エナジーブレイカー（スーパーファミコン、発売元：タイトー）
- 仙窟活龍大戦 カオスシード（セガサターン、発売元：ネバーランドカンパニー、ESP）
- ロードス島戦記 邪神降臨（ドリームキャスト、発売元：角川書店）
- エストポリス伝記 よみがえる伝説（ゲームボーイカラー、発売元：タイトー）ナツメとの共同
- 不思議のダンジョン 風来のシレン外伝 女剣士アスカ見参!（ドリームキャスト、発売元：セガ）[注 1]
- Disney's マジカルパーク（ニンテンドーゲームキューブ、発売元：ハドソン）
- 煉獄 The Tower of Purgatory（PlayStation Portable、発売元：ハドソン）
- エッグモンスターHERO（ニンテンドーDS、発売元：スクウェア・エニックス）
- シャイニング・フォース ネオ（PlayStation 2、発売元：セガ）
- 煉獄弐 The Stairway to H.E.A.V.E.N.（PlayStation Portable、発売元：ハドソン）
- フロンティアストーリーズ（ゲームボーイアドバンス、発売元：マーベラスインタラクティブ）
- ルーンファクトリー -新牧場物語-（ニンテンドーDS、発売元：マーベラスインタラクティブ）
- シャイニング・フォース イクサ（PlayStation 2、発売元：セガ）
- ルーンファクトリー2（ニンテンドーDS、発売元：マーベラスエンターテイメント）
- ドラマチックダンジョン サクラ大戦 〜君あるがため〜（ニンテンドーDS、発売元：セガ）
- ルーンファクトリー フロンティア（Wii、発売元：マーベラスエンターテイメント）
- ルーンファクトリー3（ニンテンドーDS、発売元：マーベラスエンターテイメント）
- エストポリス（ニンテンドーDS、発売元：スクウェア・エニックス）
- ルーンファクトリー オーシャンズ（PlayStation 3・Wii、発売元：マーベラスエンターテイメント）
- 集まれ!ラスボスハンター（Mobage、自社パブリッシング）
- ルーンファクトリー4（ニンテンドー3DS、発売元：マーベラスAQL）